# Слободан Мићић
Слободан Мићић (1943 — Београд, 29. децембар 2019) био је српски путописац, водитељ, предузетник, почасни конзул и светски путник.

## Биографија
По занимању је економиста. У младости се бавио глумом у склопу културно-уметничког друштва „Ива Лола Рибар”.
Од 1964. је радио као туристички водич. Радио је туристичкој агенцији „Путник” 25 година, пре него што је покренуо сопствену агенцију „Контики травел”, која је била прва приватна туристичка агенција у Југославији.
Реализовао је емисију Свет на длану са сниматељем Ратком Кушићем и супругом Маријом Шкиљаицом Мићић, која је писала сценарија и радила истраживања за емисије, као и путовала са супругом током снимања.
Пропутовао је преко 180 држава. Изразито је волео Србију, посебно Дунав, Ивањицу, Врњачку Бању, салаше и планине.
Био је почасни конзул Исланда у Србији.
Преминуо је након дуже болести.
Говорио је енглески и немачки језик.